# Сибрук, Брент
Брент Си́брук (англ. Brent Seabrook; 20 апреля 1985, Ричмонд, Британская Колумбия, Канада) — канадский хоккеист, защитник. Бывший игрок «Чикаго Блэкхокс» и сборной Канады. Олимпийский чемпион 2010 года, чемпион мира среди юниоров 2003 года и молодёжи 2005 года. Обладатель Кубка Стэнли 2010, 2013, 2015.

## Карьера

### Клубная
Свою карьеру защитник начинал в клубе «Пасифик Вайперс» вместе с тремя будущими партнёрами по «Чикаго» – Колином Фрэзером, Троем Брауэром и Эндрю Лэддом. С 2000 года Брент стал выступать в WHL за «Летбридж Харрикейнз», а в 2003 году на драфте НХЛ был выбран под общим 14-м номером «Чикаго». Но из-за локаута Сибрук смог дебютировать в НХЛ только в сезоне 2005/06. Он провёл 69 матчей и набрал 32 (5+27) очка. После этого хоккеист прочно занял место в основном составе «Блэкхокс». В 2008 году Сибрук продлил контракт с клубом на три года  на сумму $10,5 млн. В сезоне 2009/10 выиграл с «Чикаго» Кубок Стэнли, отметившись в 22 матчах 11 (4+7) очками. В сезонах 2012/13 и 2014/15 вместе с «ястребами» смог ещё дважды поднять над головой Кубок Стэнли, являясь одним из лидеров защиты наряду с Данканом Китом.
В сентябре 2015 года продлил с «Блэкхокс» контракт на 8 лет до лета 2024 года на сумму $55 млн. В сезоне 2015/16 стал альтернативным капитаном команды.
29 марта 2018 года провёл свой 1000-й матч за «Чикаго», в котором «Блэкхокс» обыграли «Виннипег Джетс» со счётом 6:2, а Сибрук провёл на площадке чуть менее 19 минут и заработал показатель полезности +2.

### Международная
В составе юниорской сборной Канады Брент завоевал золотые медали чемпионата мира 2003 года, который проходил в России. Также он выступал за молодёжную сборную и завоевал вместе с ней золото (2005) и серебро (2004) мировых первенств. В главной сборной Канады Сибрук дебютировал на чемпионате мира 2006 года в Латвии.
В 2010 году Сибрук попал в олимпийскую сборную Канады. На домашнем турнире в Ванкувере он помог команде завоевать золотые медали. Сам Сибрук провёл все 7 матчей и набрал 1 (0+1) очко.

## Вне льда
Вместе с женой Дэйной воспитывают двух детей — сына Картера Севена Сибрука (16.08.2013) и дочь Кензи Белль Сибрук (19.06.2015)

## Статистика

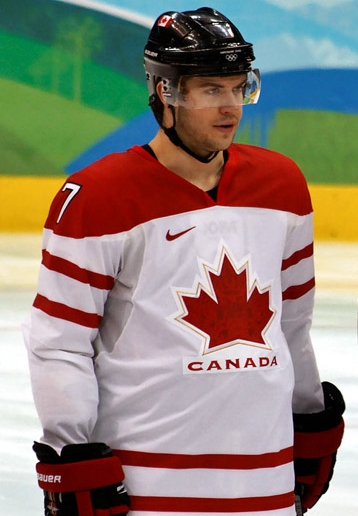
Брент Сибрук в составе сборной Канады на Олимпийских играх 2010 в Ванкувере.

| Легенда | Легенда                    | Легенда | Легенда                   | Легенда | Легенда    |
| ------- | -------------------------- | ------- | ------------------------- | ------- | ---------- |
| И       | Количество проведённых игр | Штр     | Штрафное время            | +/−     | Плюс-минус |
| Г       | Голы                       | П       | Голевые передачи          | О       | Очки       |
| -       | Статистика неизвестна      | —       | Статистика не учитывалась |         |            |